# Ingrid Krauskopf
Ingrid Krauskopf (* 9. Juni 1944 in Heidelberg) ist eine deutsche Klassische Archäologin und Etruskologin.
1971 wurde Krauskopf an der Universität Heidelberg bei Roland Hampe mit der Arbeit „Der thebanische Sagenkreis und andere griechische Sagen in der etruskischen Kunst“ promoviert. Danach war sie für die Forschungsstelle des Lexicon Iconographicum Mythologiae Classicae der Heidelberger Akademie der Wissenschaften und seit 2000 ebendort für das Projekt „Thesaurus Cultus et Rituum Antiquorum“ (ThesCRA) tätig. 1987 habilitierte sie sich bei Wolfgang Schiering an der Universität Mannheim mit dem Thema „Bronzeschnabel-Kannen mit Bauchknick. Eine etruskische Form in Italien und Griechenland“, seit 1994 war sie dort außerplanmäßige Professorin. 2002 erfolgte im Zuge der Auflösung der Klassischen Archäologie an der Universität Mannheim die Umhabilitation an die Universität Heidelberg mit dem Titel einer außerplanmäßigen Professorin am Institut für Klassische Archäologie. Ende 2010 ging sie in den Ruhestand. Seit 1983 ist sie Membro straniero des Istituto Nazionale di Studi Etruschi ed Italici in Florenz.

## Schriften (Auswahl)
- Der thebanische Sagenkreis und andere griechische Sagen in der etruskischen Kunst (= Schriften zur antiken Mythologie 2). Zabern, Mainz 1974
- Todesdämonen und Totengötter im vorhellenistischen Etrurien. Kontinuität und Wandel (= Biblioteca di Studi etruschi 16). Florenz 1987, ISBN 88-222-3545-2
- Heroen, Götter und Dämonen auf etruskischen Skarabäen (= Peleus 1). Mannheim 1995, ISBN 978-3-447-05950-3